# Жозефин Жобер
Жозефин Жобер (фр. Joséphine Jobert; 24. април 1985) је француска глумица и пјевачица запажена у улози Алис Вотсон у француској серији „Љетње авантуре“.

## Филмографија[4]
- 1999 : 9+15 LÉA
- 2007-2008-2009: Saint-Ex, nos années pension : Амел
- 2007-2008-2009 Љетње авантуре : Алиса

## Позајмила глас
- 1994 : Conte du petit Chaperon Rouge : Narration et personnage du petit chaperon rouge
- 2006 : Bring It On (Bring It On: All or Nothing) : Ријана

## Дискографија
- 2007 : Saint-Ex, nos années pension (bande originale)